# Capella de la Pedra Sagrada
La Capella de la Pedra Sagrada és una capella situada al terme de Calvià, Mallorca. Fou erigida el 1929 i concebuda per Antoni Maria Alcover durant el setè centenari de la Conquesta de Mallorca, i és d'estil neoromànic. Es troba al Coll de la Batalla, on es va produir la batalla de Portopí, i s'alça sobre la pedra que, segons la llegenda, hauria servit d'altar per la missa d'abans de la batalla del dia 12 de setembre, la primera missa dita a l'illa. Alternativament, s'ha dit que sobre aquesta missa hauria estat el funeral dels Montcada, i així hauria estat l'endemà de la batalla.
Parteix del model de les esglésies de repoblació que es bastiren després de la conquesta de l'illa, abans de l'arribada del gòtic ple, de petites dimensions. La decoració es concentra a la façana, amb un portal atrompetat format per arquivoltes i pels seus corresponents brancals d'ordre lliure, sobre un pedestal. En el timpà apareix un relleu escultòric amb l'escena de la Crucifixió. Normalment es troba tancat, i solament l'obren el diumenge de l'Àngel pel pancaritat que se celebra. Fou beneïda el 12 de setembre pel bisbe de Barcelona Josep Miralles i Sbert.